# Monofagizm

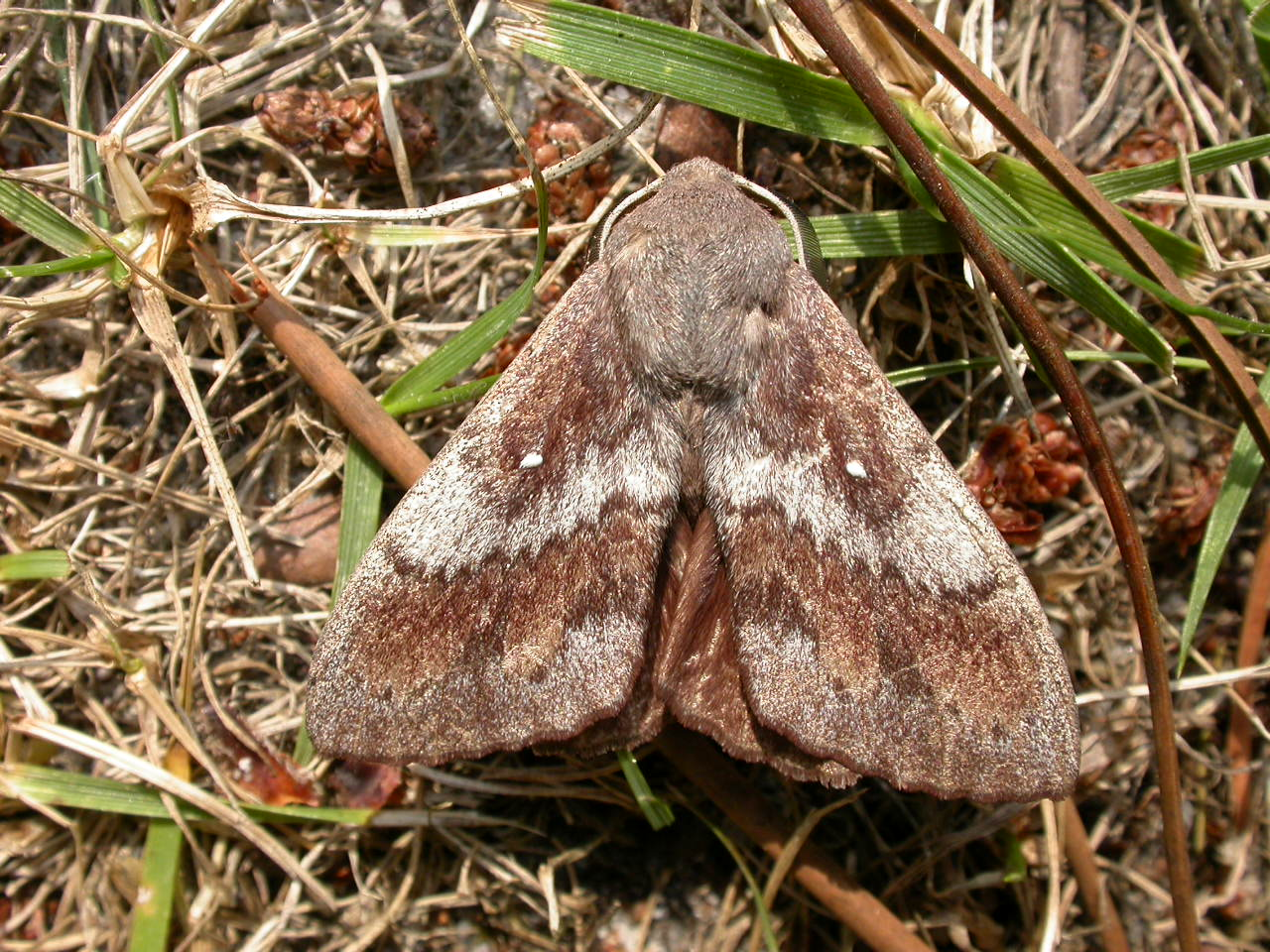
Barczatka sosnówka jest monofagiem – jej gąsienice żerują na sosnach

Monofagizm (gr. mónos – jedyny, phageín – jeść), jednożerność – najwyższa forma specjalizacji pokarmowej organizmów, polegająca na spożywaniu jako pokarmu – we wszystkich lub przynajmniej w jednym stadium rozwoju – organizmów jednego tylko gatunku lub kilku gatunków spokrewnionych. Np. koala (Phascolarctos cinereus) je wyłącznie liście eukaliptusów (Eucalyptus). 
Organizmy o takiej specjalizacji pokarmowej nazywane są monofagami (łac. monophaga). Występują najczęściej wśród owadów roślinożernych (często są to szkodniki) i pasożytów.